# Effemination
Effemination (von lateinisch effeminatio „Verweiblichung“) bezeichnet die Ausbildung einer gewissen kulturell bedingten Weiblichkeit oder Feminität von Verhalten, Erscheinung oder Haltung von meist männlichen Personen, aber auch von Gesellschaften oder Gegenständen. Das altgriechische Wort für einen effeminierten Mann ist malakós „weich, der Weiche“.

## Etymologie
Der lateinische Ausdruck effeminatus ist ein Partizip Perfekt Passiv, das sich in seiner sprachgeschichtlichen Entwicklung als Adjektiv verselbstständigt hat vom Verb effeminare (Stammformen effemino, effeminavi, effeminatum) „verweichlichen“. Das Verb ist ein Kompositum aus dem Präfix ex „aus, heraus“ (mit Assimilation, also artikulatorischer Vereinfachung in Form von Angleichung an das folgende -f) und dem Substantiv femina „Frau“ (vergleiche „feminin“): „zu einem Weibe machen, verweichlichen, verzärteln“.
Karl Ernst Georges übersetzte effiminatio 1913 als Verweichlichung oder Verzärtelung.
Das lateinische effeminare wurde auch in andere Sprachen entlehnt, etwa englisch to effeminate, italienisch effeminare, spanisch afeminar oder französisch efféminer.

## Auftreten

### Effemination im Verhalten
Effemination beim Mann widerspricht der klassischen männlichen Geschlechterrolle und wird in der Gesellschaft nur selten akzeptiert.
Nach Robert Stoller soll zwischen der natürlichen Weiblichkeit von Männern und einem übertrieben effeminierten Verhalten unterschieden werden. In letzterem glaubt er nicht eine Identifikation mit der Frauenrolle, sondern im Gegenteil eine unbewusst feindliche Haltung gegenüber Frauen zu erkennen. Stoller sieht darin eine Pervertierung der Libido als Folge eines Kindheitstraumas. Damit plädiert Stoller für eine scharfe Abgrenzung dieser Effemination von einer Geschlechtsdysphorie.
Effemination wird manchmal auch mit männlicher Homosexualität in Verbindung gebracht. R. R. Greenson schreibt zu diesem Phänomen: „Ich habe klinisch den Eindruck gewonnen, dass die Angst des Neurotikers vor Homosexualität, die im Grunde Furcht vor dem Verlust der eigenen Geschlechtsidentität ist, bei Männern stärker ausgeprägt ist als bei Frauen.“
Das Gegenstück zu Feminität ist Virilität (siehe auch Tomboy).

### Körperliche Effemination
Durch Krankheiten wie zum Beispiel Leberzirrhose und Hypogonadismus oder anderen Formen wie Testosteronmangel oder einer Hormonersatztherapie mittels Östrogenen kann es zu körperlichen Veränderungen kommen, die einen Mann androgyn bzw. verweiblicht wirken lassen können. Meist werden als Ausgleich Testosteron- und andere Hormonpräparate verabreicht wie z. B. beim genetisch verursachten Klinefelter-Syndrom.